# Rhaconotus graciliformus
Rhaconotus graciliformus är en stekelart som först beskrevs av Henry Lorenz Viereck 1911.  Rhaconotus graciliformus ingår i släktet Rhaconotus och familjen bracksteklar. Inga underarter finns listade i Catalogue of Life.